# Teodor Meliteniota
Teodor Meliteniota – poeta bizantyński z XIV wieku.
O Teodorze Meliteniocie wiadomo jedynie, że był wielkim sakelariuszem i zmarł w 1397 roku. Pochodził z możnego rodu Meliteniotów. Pod koniec XIV wieku napisał alegoryczny poemat zatytułowany Ku mądrości (Ejs sophrosỳnen), w 3060 wierszach politycznych, zwany również Opowieścią miłosną (Erotiké diégesis).
W swym utworze Poeta snuje "najprawdziwszą w świecie opowieść": w trakcie przechadzki w piękny majowy dzień spotyka niezwykłą dziewczynę o imieniu Sofrosyne (Mądrość). Na jej widok popada w omdlenie. Dziewczyna musi użyć całej swej sztuki, by przekonać szczękającego ze strachu zębami poetę, że nie jest zjawą i wytłumaczyć mu cel swego pojawienia się. Wiedzie go do wspaniałego ogrodu. Dostępu do położonego pośrodku ogrodu zmaku broni siedem przeszkód – rwący potok, most zwodzony, brama, dzikie zwierzęta, fosa, ciernista gęstwina i mur. Dzikimi zwierzętami są smok, pegaz, cerber, gryf, nosorożec, chimera i satyr. Poeta podziwia w ogrodzie wielkie ilości złota, srebra, szlachetnych kamieni. Opisuje następnie napotkane posągi wszystkich sławnych ludzi poczynając od starożytności, wśród innych – Prometeusza, wynalazcę gramatyki, wielkiego proroka Eurypidesa. Na murze spostrzega też statuy bogów greckich wraz z ich atrybutami. Pod koniec utworu czytelnik dowiaduje się, że poeta znalazł się w raju, a siedem przeszkód to sidła zastawione na drodze do cnoty. Poeta podążając za Sophrosyne dociera wreszcie do jej łoża wysadzanego drogimi kamieniami, przyglądając się im wylicza wszystkie znane sobie minerały, jakby pisał słownik mineralogiczny, a nie poemat.
Cały ten, monstrualnie wielki, utwór przeładowany jest uczonymi terminami ze wszystkich dziedzin ówczesnej wiedzy, co wskazuje, że został napisany dla wąskiego grona wykształconych czytelników. Ustępująca w tym czasie w Bizancjum twórczość literacka w dawnym sofistycznym stylu znajdowała jeszcze czytelników w pewnych kołach literackich i niektórych domach arystokratycznych i do nich najprawdopodobniej adresowany był poemat.